# Борошешть (Вилча)
Борошешть, Борошешті (рум. Boroșești) — село у повіті Вилча в Румунії. Входить до складу комуни Сутешть.
Село розташоване на відстані 151 км на захід від Бухареста, 51 км на південь від Римніку-Вилчі, 48 км на північний схід від Крайови.

## Населення
За даними перепису населення 2002 року у селі проживали 759 осіб, усі — румуни. Усі жителі села рідною мовою назвали румунську.